# 선우완
선우완(1948년~2024년 4월 26일)은 대한민국의 영화감독, PD이다.

## 학력
- 중앙대학교 연극영화과

## 드라마
- 1988년 MBC 《돈》연출
- 1988년 KBS1《배비장전》연출
- 1988년 KBS1《심청천》연출
- 1989년 MBC 《대도전》
- 1989년 MBC 《완장》 연출
- 1990년 MBC 《완전한 사랑》연출
- 1993년 KBS1 《옛날 나 어릴적에》
- 1995년 MBC 《우리들의 넝쿨》연출
- 2008년 마이프로덕션& 상하이예술대학《상하이 브라더스》연출

## 영화
- 1977년 첫눈이 내릴 때
- 1984년 신입사원 얄개
- 1986년 서울 황제
- 1989년 모래성
- 1991년 피와 불
- 1997년 마리아와 여인숙